# O Castelar
O Castelar (en francès Castellar) és un municipi francès situat al departament dels Alps Marítims i a la regió de Provença – Alps – Costa Blava. Pertany a la zona de parlar occità de transició cap al lígur.

## Demografia
| 1962                                       | 1968 | 1975 | 1982 | 1990 | 1999 | 2006 |
| ------------------------------------------ | ---- | ---- | ---- | ---- | ---- | ---- |
| 279                                        | 306  | 353  | 533  | 638  | 821  | 929  |
| Des de 1962: població sense dobles comptes |      |      |      |      |      |      |

## Administració
| Període   | Identitat        | Partit |
| --------- | ---------------- | ------ |
| 1983-1995 | Jean Albin       |        |
| 1995-2001 | Michel Stoecklin |        |
| 2001-2004 | Guy Olivari      |        |
| 2004-     | Huguette Layet   |        |